# 苯并二𫫇戊熳
1,3-苯并二氧杂环戊熳（1,3-Benzodioxole），常被不严谨地称为“苯并二𫫇茂”（由于有两个氧，此处的-ole/环戊熳不应简作“茂/环戊二烯”）。但由于有苯并，苯并二𫫇戊熳可被称作苯駢二氧戊环或苯并二𫫇环戊烷而不产生歧义。作为次要官能团修饰时，苯并二𫫇戊熳会被称作1,2-亚甲二氧基苯（1,2-Methylenedioxybenzene），其衍生物包含他达拉非、摇头丸、帕罗西汀等多种毒品及药物，以及黄樟脑等杀虫剂。